# جون فينش
جون فينش (بالإنجليزية: Jon Finch)‏ هو ممثل بريطاني، ولد في 2 مارس 1941 في المملكة المتحدة، وتوفي في 28 ديسمبر 2012 بسويندون في المملكة المتحدة.

## أعمال

### أفلام
- (1978) جريمة على نهر النيل
- (2005) مملكة السماء[6][7]

## وصلات خارجية
- جون فينش على موقع IMDb (الإنجليزية)
- جون فينش على موقع ألو سيني (الفرنسية)
- جون فينش على موقع أول موفي (الإنجليزية)
- جون فينش على موقع قاعدة بيانات الأفلام السويدية (السويدية)
- جون فينش على موقع إن إن دي بي (الإنجليزية)
- جون فينش على موقع قاعدة بيانات الفيلم (الإنجليزية)
- جون فينش على موقع كينوبويسك (الروسية)